# Paul Edingue Ekane
Paul Edingue Ekane (n. Litoral, 23 de septiembre de 1990) es un nadador de estilo libre camerunés.

## Biografía
Hizo su primera aparición en los Juegos Olímpicos de Londres 2012, nadando en la prueba de 50 m libre. Nadó en la segunda serie, y quedó sexto de la misma con un tiempo de 27.87, insuficiente para pasar a las semifinales al quedar en la posición 54 en el sumario total. Además fue uno de los de los atletas cameruneses que deaparecieron de la villa olímpica ese año.